# Евангелие от Матфея
Ева́нгелие от Матфе́я (др.-греч. Εὐαγγέλιον κατὰ Μαθθαίον или Ματθαίον, лат. Evangelium secundum Matthaeum) — первая книга Нового Завета и первое из четырёх канонических Евангелий. За ним традиционно следуют Евангелия от Марка, от Луки и от Иоанна.

## Содержание и композиция
Основная тема Евангелия — жизнь и проповедь Иисуса Христа, Сына Божия. Особенности Евангелия вытекают из предназначенности книги для еврейской аудитории — в Евангелии часты ссылки на мессианские пророчества Ветхого Завета, имеющие целью показать исполнение этих пророчеств в Иисусе Христе.
Начинается Евангелие с родословия Иисуса Христа, идущего по нисходящей линии от Авраама до Иосифа Обручника, названного мужа Девы Марии. Различия между этим родословием и родословием Христа в Евангелии от Луки являются предметом многочисленных исследований историков и библеистов.
Главы 5—7 дают изложение Нагорной проповеди Иисуса, излагающей квинтэссенцию христианского учения, в том числе заповеди блаженства (5:2—11) и молитву Отче наш (6:9—13).
Речи и деяния Спасителя евангелист излагает в трёх разделах, соответствующих трём сторонам служения Мессии: как Пророка и Законодателя (главы 5—7), Царя над миром видимым и невидимым (главы 8—25), а также Первосвященника, приносящего себя в жертву за грехи всех людей (главы 26—27).
Только в Евангелии от Матфея упоминаются исцеление двух слепцов (9:27—31), немого бесноватого (9:32, 33), а также эпизод с монетой во рту рыбы (17:24—27). Только в этом Евангелии приводятся притчи о плевелах (13:24), о сокровище в поле (13:44), о драгоценной жемчужине (13:45), о неводе (13:47), о немилосердном заимодавце (18:23), о работниках в винограднике (20:1), о двух сыновьях (21:28), о брачном пире (22:2), о десяти девах (25:1), о талантах (25:31).
- Родословие Иисуса Христа (1:1—17)
- Рождество Христово (1:18 — 2:12)
- Бегство в Египет Святого Семейства и возвращение в Назарет (2:13—23)
- Проповедь Иоанна Крестителя и Крещение Иисуса (глава 3)
- Искушение Христа в пустыне (4:1—11)
- Иисус приходит в Галилею. Начало проповеди и призвание первых учеников (4:12—25)
- Нагорная проповедь (5—7)
- Чудеса и проповедь в Галилее (8—9)
- Призвание 12 апостолов и наставления им на проповедь (10)
- Чудеса и притчи Христа. Проповедь в Галилее и окрестных землях (11—16)
- Преображение Господне (17:1—9)
- Новые притчи и исцеления (17:10—18)
- Иисус идёт из Галилеи в Иудею. Притчи и чудеса (19—20)
- Вход Господень в Иерусалим (21:1—10)
- Проповедь в Иерусалиме (21:11—22)
- Обличение фарисеев (23)
- Предсказания Иисуса о разрушении Иерусалима и Своём Втором пришествии (24)
- Притчи (25)
- Помазание Иисуса миром (26:1—13)
- Тайная вечеря (26:14—35)
- Гефсиманское борение, арест и суд (26:36—75)
- Христос перед Пилатом (27:1—26)
- Распятие и погребение (27:27—66)
- Явления воскресшего Христа (28)

## Авторство

### Церковное предание
Хотя все Евангелия (и Деяния) являются анонимными текстами, а авторы этих текстов неизвестны, древнее церковное предание считает таковым апостола Матфея, сборщика податей, последовавшего за Иисусом Христом (9:9, 10:3). Эта традиция засвидетельствована церковным историком IV в. Евсевием Кесарийским, который сообщает следующее:

Матфей первоначально проповедовал евреям; собравшись же и к другим народам, вручил им своё Евангелие, написанное на родном языке. Отзываемый от них, он оставил им взамен себя своё Писание— Евсевий Кесарийский, Церковная история, III, 24, 6
Цитируемый всё тем же Евсевием христианский писатель первой половины II в. Папий Иерапольский сообщает, что 

Матфей записал беседы Иисуса по-еврейски, переводил их кто как мог— Евсевий Кесарийский, Церковная история, III, 39, 16
Это предание было известно также и св. Иринею Лионскому (II в.): 

Матфей издал у евреев на их собственном языке писание Евангелия в то время, как Пётр и Павел в Риме благовествовали и основали Церковь— св. Ириней Лионский, Против ересей, III, 1, 1
Блаженный Иероним Стридонский утверждает даже, что ему довелось видеть оригинальное Евангелие от Матфея на древнееврейском языке, находившееся в Кесарийской библиотеке, собранной мучеником Памфилом.

### Современные исследователи
В самом тексте Евангелия каких-либо указаний на личность автора не содержится, и, по мнению большинства учёных, Евангелие от Матфея не было написано очевидцами. Ввиду того, что сам текст Евангелия не содержит ни имени автора, ни каких-либо явных указаний на его личность, многие современные исследователи считают, что первое из четырёх Евангелий написал не апостол Матфей, а другой, неизвестный нам автор. Есть гипотеза двух источников, согласно которой автор Евангелия от Матфея активно использовал материал Евангелия от Марка и так называемого источника Q.
По мнению ряда исследователей, автор, вероятнее всего, был еврейским христианином и писал для других еврейских христиан.
Согласно исследованиям Мюнстерского института новозаветных текстологических исследований, опубликованным в 1995 году, 59,9 % стихов Евангелия от Матфея не имеют разночтений в семи его изданиях, в которых были учтены все известные тогда рукописи Нового Завета и описаны все разночтения. Это издания К. Тишендорфа (XIX в.), Вескотта — Хорта (1881), Г. фон Зодена (XX в.), Г. Фогельса (XX в.), А. Мерка (XX в.), Х. Бовера (XX в.) и Нестле — Аланда (XX век). На 2003 год официальная статистика насчитывала 5735 рукописей, накопленных со II века и содержащих те или иные разделы Нового Завета. Современные учёные-текстологи сверяют все основные сохранившиеся рукописи и цитаты в трудах отцов церкви, для того чтобы подготовить текст, который наиболее вероятно приближается к утерянным автографам.

## Язык
Если считать свидетельства Отцов Церкви о древнееврейском языке оригинала Евангелия истинными, то Евангелие от Матфея — единственная книга Нового Завета, оригинал которой был написан не по-гречески. 
Особенности языка Евангелия указывают на автора как на палестинского еврея. В Евангелии встречается большое количество еврейских оборотов. Автор предполагает знакомство читателей с местностью и еврейскими обычаями. В списке апостолов в Евангелии от Матфея (10:3) имя Матфей помечено словом «мытарь» — вероятно, это знак, указывающий на смирение автора, ибо мытари вызывали у иудеев глубокое презрение.

## Время создания
Время создания достоверно установить невозможно. Многие исследователи полагают, что Евангелие от Матфея создано первым, некоторые считают его вторым после Марка. Не вызывает сомнений то, что оно написано раньше Евангелий от Луки и Иоанна. Традиционная датировка времени создания книги — 41—55 года.
Начиная с XVIII века некоторые теологи (Гарнак, Бультман, Ройтер), считают, что это Евангелие было написано в период между 70—80-ми годами.

## Богословские особенности
Апостол Матфей проповедовал среди народа, имевшего вполне определённые религиозные представления о Мессии. Цель Евангелия — убедить читателей, что главные события в жизни Иисуса происходили во исполнение пророчеств о Мессии.
Богословское содержание Евангелия, кроме христологической темы, включает также учение о Царствии Небесном и о Церкви, которое Христос излагает в притчах о внутренней готовности к вхождению в Царство (5:1—7:1), о достоинстве служителей Царства в мире (гл. 10—11), о признаках Царства и его возрастании в душах человеческих (13:1), о смирении и простоте наследников Царства (18:1—35, 19:13—30, 20:1—16, 20:25—27, 23:1—28), об эсхатологическом раскрытии Царства во Втором Пришествии Христовом и в повседневной духовной жизни Церкви (гл. 24—25). Царство Небесное и Церковь тесно сопряжены в духовном опыте христианства: Церковь есть историческое воплощение Царства Небесного в мире, а Царство Небесное есть Церковь Христова в её эсхатологической совершенности (16:18, 19, 28:18—20).

## В истории и культуре
Существует несколько музыкальных произведений разных авторов «Страсти по Матфею» по мотивам Евангелия от Матфея и с использованием фрагментов его текста, самое известное из которых — произведение И. С. Баха для солистов, двух хоров и двух оркестров, созданное в 1727—1729 годах.
В 1964 году итальянский режиссёр Пьер Паоло Пазолини снял фильм «Евангелие от Матфея».
В 1993 году южноафриканским режиссёром Регартом ван ден Бергом был снят фильм «Визуальная Библия: Евангелие от Матфея», где роль Матфея, от лица которого ведётся повествование, исполнил Ричард Кили, а роль Иисуса сыграл Брюс Марчиано.